# Linia kolejowa Wielkie Łuki – Newel
Linia kolejowa Wielkie Łuki – Newel – linia kolejowa w Rosji łącząca stację Wielkie Łuki ze stacją Newel I. Zarządzana jest przez region petersbursko-witebski Kolei Październikowej (część Kolei Rosyjskich). 
Linia położona jest w obwodzie pskowskim. Na całej długości jest niezelektryfikowana i jednotorowa.

## Historia
Linia powstała w latach 1902–1907 jako część kolei bołogojsko-siedleckiej. Pierwotnie przewidywano otwarcie linii na rok 1905, jednak potrzeby wojska na materiały służące do budowy linii na fronty wojny rosyjsko-japońskiej, opóźniły zakończenie prac. Ostatecznie linia została przekazana do eksploatacji w styczniu 1907. Na tym odcinku kolei zbudowano cztery stacje: Wielkie Łuki, Czernoziem, Opuchliki i Newel.
Początkowo linia leżała w Imperium Rosyjskim, następnie w Związku Sowieckim. Od 1991 położona jest w Rosji.